# La bambola vivente
Pour plus de détails, voir Fiche technique et Distribution.
La bambola vivente est une comédie de science-fiction italienne réalisé par Luigi Maggi et sorti en 1925.
Il s'agit d'un moyen métrage précurseur du cinéma de science-fiction en Italie.
Le film, que l'on croyait perdu depuis des décennies, a été restauré par la Cineteca Nazionale.

## Fiche technique
- Titre original italien : La bambola vivente
- Réalisation : Luigi Maggi
- Société de production : Roasio Film
- Pays de production :  Royaume d'Italie
- Langue originale (intertitres) : italien
- Format : Noir et blanc - 1,33:1 - muet - 35 mm
- Durée : 45 minutes
- Genre : Comédie de science-fiction
- Dates de sortie :
  - Royaume d'Italie : janvier 1925

## Distribution
- Maria Roasio
- Augusto Poggioli
- Umberto Scalpellini
- Dillo Lombardi